# Estação Mirador
A Estação Mirador é uma das estações do Metrô de Santiago, situada em Santiago, entre a Estação Pedrero e a Estação Bellavista de La Florida. Faz parte da Linha 5.
Foi inaugurada em 05 de abril de 1997. Localiza-se no cruzamento da Avenida Vicuña Mackenna com a Rua Mirador Azul. Atende a comuna de La Florida.